# হ়
Cette page contient des caractères spéciaux ou non latins. S’ils s’affichent mal (▯, ?, etc.), consultez la page d’aide Unicode.
হ়, appelé h̤a et transcrit h̤, est une consonne de l’alphasyllabaire bengali utilisée dans certains ouvrages linguistiques bengalis. Elle est formée d’un ha ‹ হ › avec un point souscrit.

## Utilisation
Dans certains ouvrages linguistiques bengalis, h̤a représente une consonne fricative pharyngale sourde [ħ] dans la transcription de mots étrangers avec cette consonne comme par exemple dans le dictionnaire bengali de Gyanendramohan Das.

## Représentations informatiques
Ses caractères Unicode sont, :
| formes | représentations | chaînes de caractères | points de code       | descriptions                                                      |
| ------ | --------------- | --------------------- | -------------------- | ----------------------------------------------------------------- |
| pleine | হ়               | হ়                     | U+09B9 U+09BC        | lettre bengali ha, symbole bengali noukta                         |
| morte  | হ়्               | হ়◌्                    | U+09B9 U+09BC U+094D | lettre bengali ha, symbole bengali noukta, symbole bengali virama |